# Austin Hamlet
Austin Hamlet (ur. 20 stycznia 1979 w Lagos) – nigeryjski piłkarz, występujący na pozycji napastnika.
Reprezentował barwy Enugu Rangers International, ŁKS Łódź, Polonii Gdańsk, Piotrcovii Piotrków Trybunalski, Lechii/Polonii Gdańsk, Stomilu Olsztyn, Stali Stalowa Wola, Chojniczanki Chojnice oraz Pelikana Łowicz.
W sezonie 1997/1998 wraz z drużyną ŁKS Łódź zdobył mistrzostwo Polski.